# Renići
Renići är en ort i Bosnien och Hercegovina.   Den ligger i entiteten Federationen Bosnien och Hercegovina, i den sydvästra delen av landet, 110 km väster om huvudstaden Sarajevo. Renići ligger 719 meter över havet och antalet invånare är 143. Den ligger vid sjön Buško Jezero.
Terrängen runt Renići är huvudsakligen kuperad, men den allra närmaste omgivningen är platt. Närmaste större samhälle är Podhum, 10,9 km norr om Renići. 
Omgivningarna runt Renići är en mosaik av jordbruksmark och naturlig växtlighet. Runt Renići är det ganska tätbefolkat, med 78 invånare per kvadratkilometer.